# Alan Baker (cầu thủ bóng đá)
Alan Baker (sinh ngày 22 tháng 6 năm 1944) là một cựu cầu thủ bóng đá người Anh. Ông từng thi đấu cho nhiều đội bóng bao gồm Walsall F.C. và Aston Villa F.C.. Ông sinh ra ở Tipton, Staffordshire.

## Sự nghiệp
Baker gia nhập Aston Villa Football club hồi còn đi học. Ông có 109 lần ra sân (92 League, 17 Cup) cho câu lạc bộ, ghi được 17 bàn thắng.